# Kirknewton, England
Kirknewton är en ort och civil parish i Storbritannien.   Den ligger i grevskapet och kommunen Northumberland i riksdelen England, i den centrala delen av landet, 500 km norr om huvudstaden London. Kirknewton ligger 322 meter över havet och antalet invånare är 108.
Terrängen runt Kirknewton är huvudsakligen kuperad, men åt nordost är den platt. Runt Kirknewton är det ganska glesbefolkat, med 25 invånare per kvadratkilometer. Närmaste större samhälle är Wooler, 7,6 km öster om Kirknewton. Trakten runt Kirknewton består i huvudsak av gräsmarker.